# Belgische kampioenschappen atletiek 2005
In 2005 werden de Belgische kampioenschappen atletiek Alle Categorieën gehouden op 9 en 10 juli in het Koning Boudewijnstadion in Brussel, met uitzondering van het hamerslingeren, dat op 10 juli 2005 plaatsvond in Anderlecht.
Bij de editie van 2005 werden op zondag alle finales verwerkt.
De nationale kampioenschappen 10.000 m voor mannen en vrouwen en 3000 m steeple voor vrouwen werden in de week voorafgaand op 6 juli 2005 verwerkt in Vilvoorde, georganiseerd door SPVI.

## Uitslagen
| Atleet                | Prestatie  | Onderdeel            | Atlete                | Prestatie   |
| --------------------- | ---------- | -------------------- | --------------------- | ----------- |
| Anthony Ferro         | 10,50 s    | 100 m                | Kim Gevaert           | 11,24 s     |
| Kristof Beyens        | 20,45 s    | 200 m                | Kim Gevaert           | 22,68 s     |
| Cédric Van Branteghem | 45,59 s    | 400 m                | Sandra Stals          | 53,30 s     |
| Tom Vanchaze          | 1.47,76    | 800 m                | Shanna Major          | 2.04,25     |
| Joeri Jansen          | 3.57,49    | 1500 m               | Veerle Dejaeghere     | 4.14,40     |
| Stefan Van Den Broek  | 14.16,34   | 5000 m               | Nathalie De Vos       | 16.22,25    |
| Guy Fays              | 29.30,94 * | 10.000 m             | Anja Smolders         | 34.50,34 *  |
| -                     | -          | 100 m horden         | Elisabeth Davin       | 13,82 s     |
| Jonathan N'Senga      | 13,87 s    | 110 m horden         | -                     | -           |
| Piet Deveughele       | 50,70 s    | 400 m horden         | Joke Mortier          | 58,94 s     |
| Koen Wilssens         | 8.53,86    | 3000 m steeplechase  | Sigrid Vanden Bempt   | 10.01,49 *  |
| Stijn Stroobants      | 2,11 m     | hoogspringen         | Tia Hellebaut         | 1,90 m      |
| Kevin Rans            | 5,40 m     | polsstokhoogspringen | Irina Dufour          | 4,20 m (NR) |
| Gert Messiaen         | 7,57 m     | verspringen          | Jessica Van de Steene | 6,18 m      |
| Gert Brijs            | 14,70 m    | hink-stap-springen   | Jessica Van de Steene | 13,08 m     |
| Wim Blondeel          | 18,35 m    | kogelstoten          | Veerle Blondeel       | 15,74 m     |
| Jo Van Daele          | 59,97 m    | discuswerpen         | Veerle Blondeel       | 54,22 m     |
| Marc Van Mensel       | 68,83 m    | speerwerpen          | Cindy Stas            | 47,16 m     |
| Walter De Wyngaert    | 62,26 m *  | hamerslingeren       | Irina Sustelo         | 51,34 m *   |

* Gelopen op 6 juli 2005 in Vilvoorde

 ** Het hamerslingeren vond op 10 juli 2005 plaats in Anderlecht
1889 · 
1890 · 
1891 · 
1892 · 
1893 · 
1894 · 
1895 · 
1896 · 
1897 · 
1898 · 
1899 · 
1900 · 
1901 · 
1902 · 
1903 · 
1904 · 
1905 · 
1906 ·
1907 ·
1908 · 
1909 · 
1910 · 
1911 · 
1912 · 
1913 · 
1914 · 
1919 · 
1920 · 
1921 · 
1922 · 
1923 · 
1924 · 
1925 · 
1926 · 
1927 · 
1928 · 
1929 · 
1930 · 
1931 · 
1932 · 
1933 · 
1934 · 
1935 · 
1936 · 
1937 · 
1938 · 
1939 · 
1940 · 
1941 · 
1942 · 
1943 · 
1944 · 
1945 · 
1946 · 
1947 · 
1948 · 
1949 · 
1950 · 
1951 · 
1952 · 
1953 · 
1954 · 
1955 · 
1956 · 
1957 · 
1958 · 
1959 · 
1960 · 
1961 · 
1962 · 
1963 · 
1964 · 
1965 · 
1966 · 
1967 · 
1968 · 
1969 · 
1970 · 
1971 · 
1972 · 
1973 · 
1974 · 
1975 · 
1976 · 
1977 · 
1978 · 
1979 · 
1980 · 
1981 · 
1982 · 
1983 · 
1984 · 
1985 · 
1986 · 
1987 · 
1988 · 
1989 · 
1990 · 
1991 · 
1992 · 
1993 · 
1994 ·
1995 · 
1996 · 
1997 · 
1998 · 
1999 · 
2000 · 
2001 · 
2002 · 
2003 · 
2004 · 
2005 · 
2006 · 
2007 · 
2008 · 
2009 · 
2010 · 
2011 · 
2012 · 
2013 · 
2014 · 
2015 · 
2016 · 
2017 · 
2018 · 
2019 · 
2020 · 
2021 · 
2022 · 
2023 · 
2024